# Yves Pons
Yves Pons (Puerto Príncipe, Haití; 7 de mayo de 1999) es un jugador de baloncesto francés que pertenece a la plantilla del Morabanc Andorra de la liga ACB. Con 1,96 metros de estatura, juega en la posición de ala-pívot.

## Trayectoria deportiva

### Universidad
Jugó cuatro temporadas con los Volunteers de la Universidad de Tennessee, en las que promedió 5,7 puntos, 3,3 rebotes y 1,2 tapones por partido. En su temporada júnior fue elegido jugador defensivo del año de la Southeastern Conference, siendo incluido esa temporada y la siguiente en el mejor quinteto defensivo de la temporada.

#### Estadísticas
| Año     | Equipo    | PJ  | PT | MPP  | %TC  | %3P  | %TL  | RPP | APP | ROB | TPP | PPP  |
| ------- | --------- | --- | -- | ---- | ---- | ---- | ---- | --- | --- | --- | --- | ---- |
| 2017–18 | Tennessee | 24  | 0  | 5.2  | .500 | .667 | .500 | .6  | .2  | .1  | .1  | .7   |
| 2018–19 | Tennessee | 35  | 13 | 11.7 | .516 | .280 | .400 | 1.8 | .5  | .3  | .4  | 2.2  |
| 2019–20 | Tennessee | 31  | 31 | 33.9 | .489 | .349 | .638 | 5.4 | 1.1 | .4  | 2.4 | 10.8 |
| 2020–21 | Tennessee | 26  | 26 | 28.5 | .466 | .274 | .789 | 5.3 | .7  | .7  | 1.8 | 8.7  |
| Total   | Total     | 116 | 70 | 20.1 | .484 | .318 | .653 | 3.3 | .6  | .4  | 1.2 | 5.7  |

### Profesional
Tras no ser elegido en el Draft de la NBA de 2021, el 10 de agosto firmó un contrato dual con Memphis Grizzlies y su filial en la G League los Memphis Hustle.
El 26 de julio de 2022 regresó a su país para firmar por dos temporadas con el ASVEL Basket de la LNB Pro A.
El 26 de julio de 2023 firmó contrato con el Bàsquet Girona de la Liga ACB española.
El 11 de agosto de 2025, fichó por el Morabanc Andorra de la liga ACB. 

## Estadísticas de su carrera en la NBA

### Temporada regular
| Año     | Equipo  | PJ | PT | MPP | %TC  | %3P  | %TL  | RPP | APP | ROB | TPP | PPP |
| ------- | ------- | -- | -- | --- | ---- | ---- | ---- | --- | --- | --- | --- | --- |
| 2021-22 | Memphis | 12 | 0  | 5.9 | .313 | .333 | .000 | 1.0 | .1  | .1  | .3  | 1.1 |
| Total   | Total   | 12 | 0  | 5.9 | .313 | .333 | .000 | 1.0 | .1  | .1  | .3  | 1.1 |